# گلیز ۱
گلیز ۱ یک ستاره است که در صورت فلکی سنگتراش قرار دارد.